# Monti Hutton
I monti Hutton sono un gruppo montuoso situato nella Terra di Palmer, in Antartide. Esteso davanti alla costa di Lassiter per circa 65 km in direzione est-ovest e per circa 50 km in direzione nord-sud, questo gruppo montuoso è delimitato a nord-ovest dal ghiacciaio Squires, che lo divide dai monti Playfair, a nord-est dall'insenatura di Wright, a sud-est dall'insenatura di Keller, che lo separa dalla penisola Smith, e a sud-est dal ghiacciaio Johnston, che lo divide dalla dorsale Guettard, mentre la sua vetta più alta è quella di un picco situato nella zona nord-occidentale del massiccio del monte Tricorn, subito a nord del ghiacciaio Waverly, che raggiunge i 1610 m s.l.m..

## Storia
I monti Hutton sono stati scoperti e fotografati per la prima volta durante una ricognizione aerea svolta nel corso della spedizione antartica comandata da Finn Rønne e condotta tra il 1947 e il 1948. Fotografata e mappata più dettagliatamente dai membri dello United States Geological Survey grazie a fotografie aeree scattate dalla marina militare statunitense durante ricognizioni effettuate tra il 1965 e il 1967, la formazione è stata poi così battezzata dal comitato consultivo dei nomi antartici in onore del geologo scozzese James Hutton, considerato uno dei padri fondatori della geologia moderna.